# Наукшенський край
Наукше́нський кра́й (латис. Naukšēnu novads) — адміністративно-територіальна одиниця Латвійської Республіки. Розташований у північній частині країни, в історичному регіоні Ліфляндія. Адміністративний центр — Наукшені. Створений 2009 року. Площа — 281 км². Населення — 1987 осіб (2011). До складу краю входять 2 волості.

## Населення
Національний склад краю за результатами перепису населення Латвії 2011 року.
| Національність | К-сть | % |
| -------------- | ----- | - |